# Hamb
Hamb, bis 1969 eine eigenständige Gemeinde zuletzt im Amt Sonsbeck und dem Kreis Moers, ist heute ein Ortsteil und eine der drei amtlichen Ortschaften der nordrhein-westfälischen Gemeinde Sonsbeck im Kreis Wesel. Hamb hat etwa 1000 Einwohner.

## Geographie

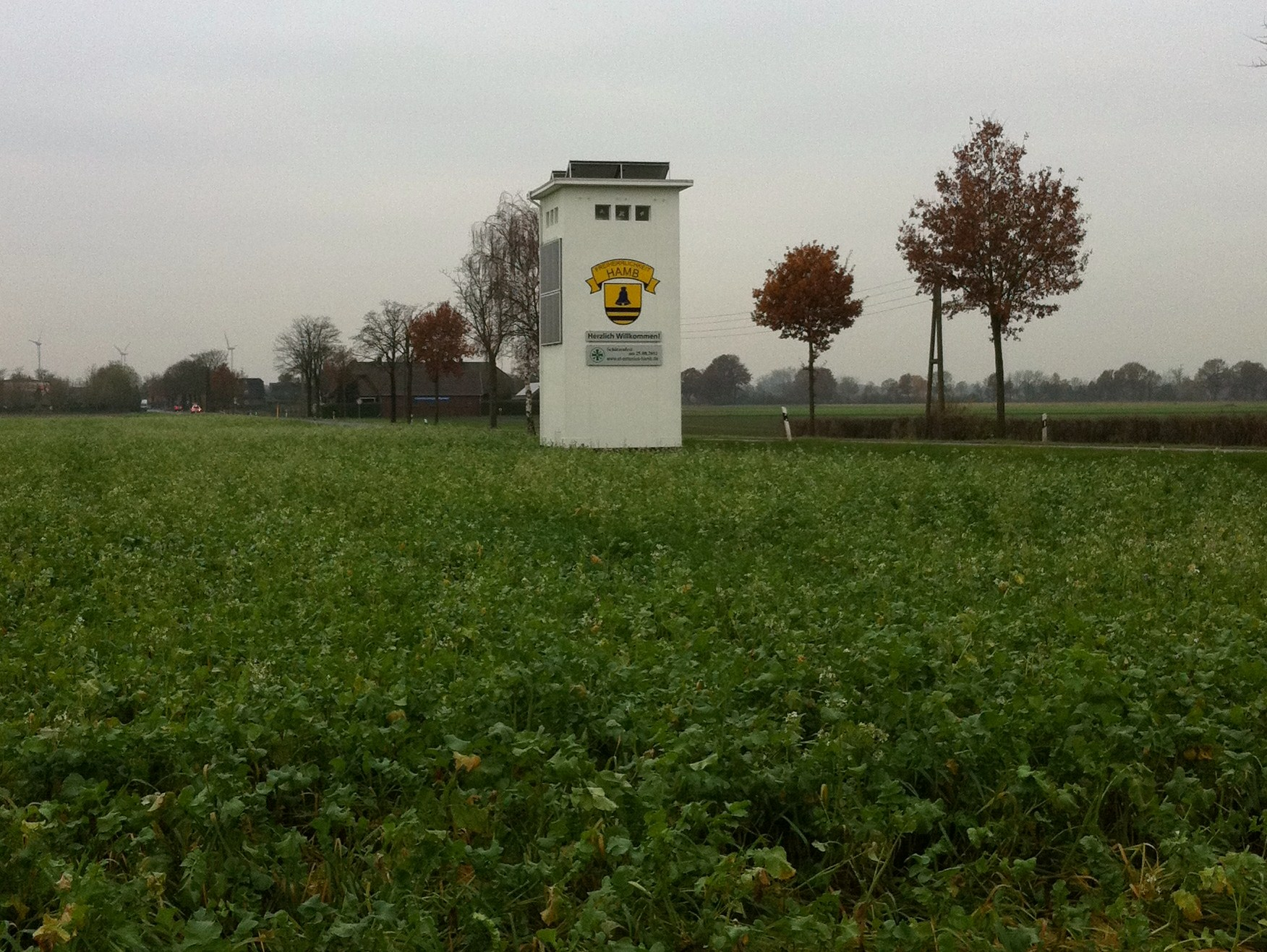
Ortseingang Sonsbeck-Hamb

### Lage
Hamb liegt im Westen des Kreises Wesel an der Grenze zum Kreis Kleve. Die niederländische Grenze ist ca. 20 km entfernt.

### Anreise
Hamb liegt an Bundesautobahn 57 (E31), 20 km vom Flughafen Niederrhein und etwa 55 km vom Flughafen Düsseldorf entfernt.

## Geschichte
Am 1. Juli 1969 wurde die bis dahin selbstständige Gemeinde Hamb zusammen mit Labbeck durch das Gesetz zur Neugliederung von Gemeinden des Landkreises Moers in die Gemeinde Sonsbeck eingegliedert.

## Sehenswürdigkeiten

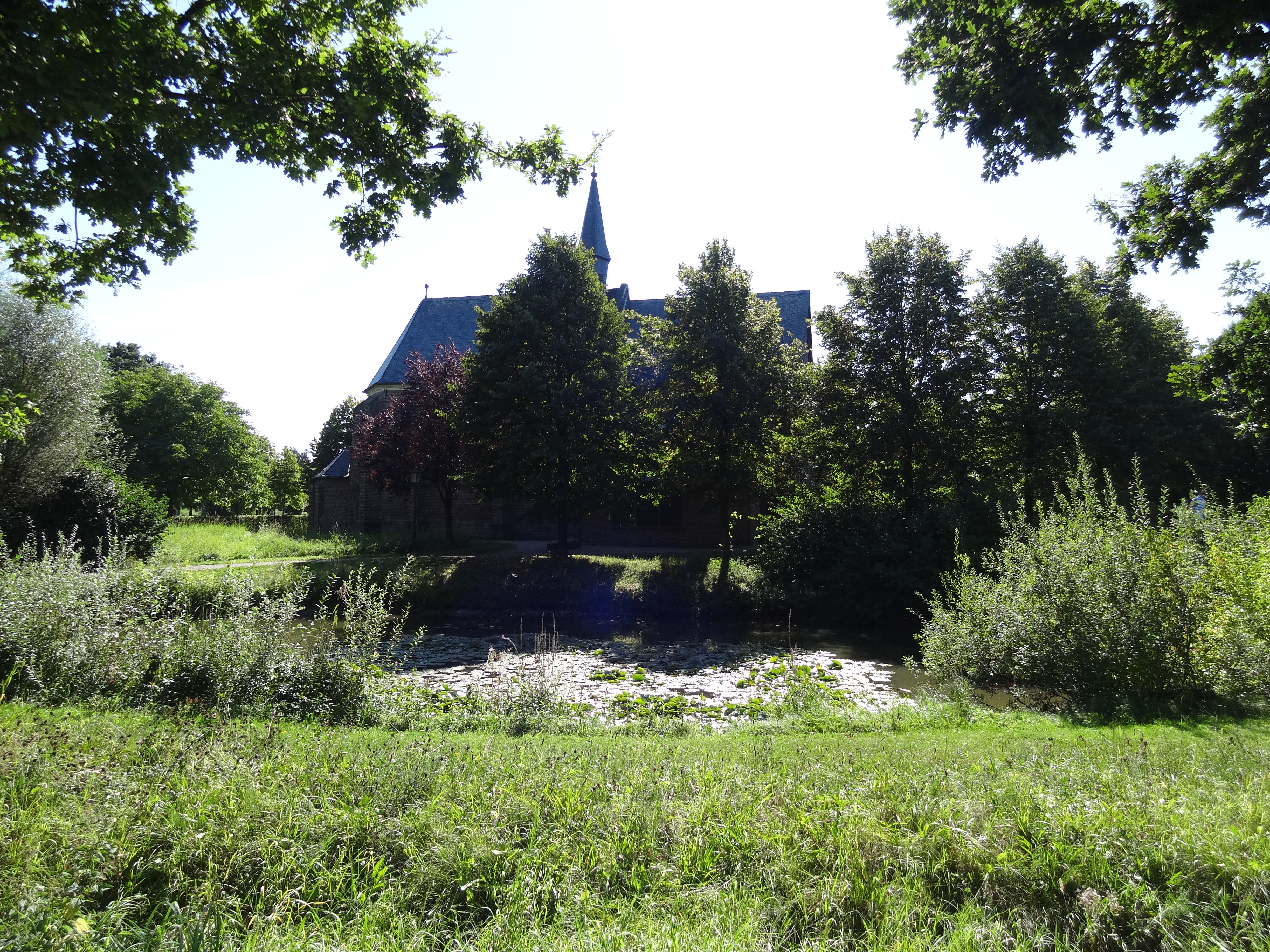
St.-Antonius-Kirche Hamb

- St.-Antonius-Kirche, erbaut um 1500
- Hamb liegt in der Nähe von Kevelaer, dem größten Wallfahrtsort Nordwesteuropas.

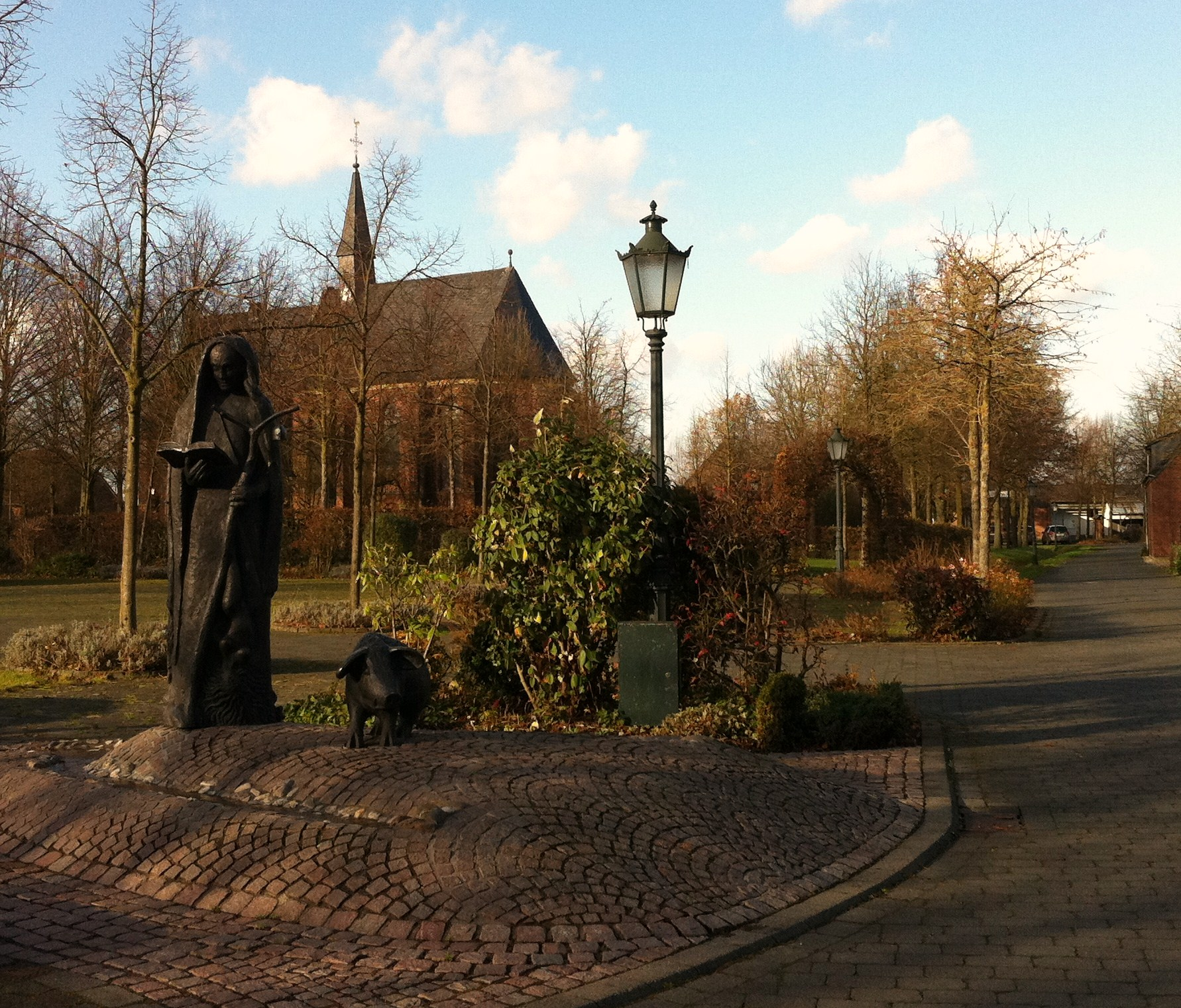
Dorfplatz in Hamb

- Kloster St. Bernardin

## Regelmäßige Veranstaltungen
Der Hamber St. Martinszug.

## Infrastruktur

### Kindergarten
Seit 1991 verfügt Hamb über einen Kindergarten.

### Neubaugebiete
1990 begann die Erschließung des Neubaugebietes Neufeld (Antoniusstraße), 1994 die des Neubaugebietes Dorfteich.

### Feuerwehr
In Hamb ist ein Löschzug mit zwei Fahrzeugen, darunter ein Tanklöschfahrzeug und ein Löschgruppenfahrzeug, der Freiwilligen Feuerwehr der Gemeinde Sonsbeck stationiert. Der Löschzug 2 Hamb hat im Jahr 2008 ein neues Feuerwehrhaus bezogen.

### Rettungswesen
Der Rettungsdienst kommt von der Rettungswache am St.-Josef-Krankenhaus Xanten. Seit 2011 betreibt das Deutsche Rote Kreuz OV Sonsbeck ein First-Responder-System für Sonsbeck.

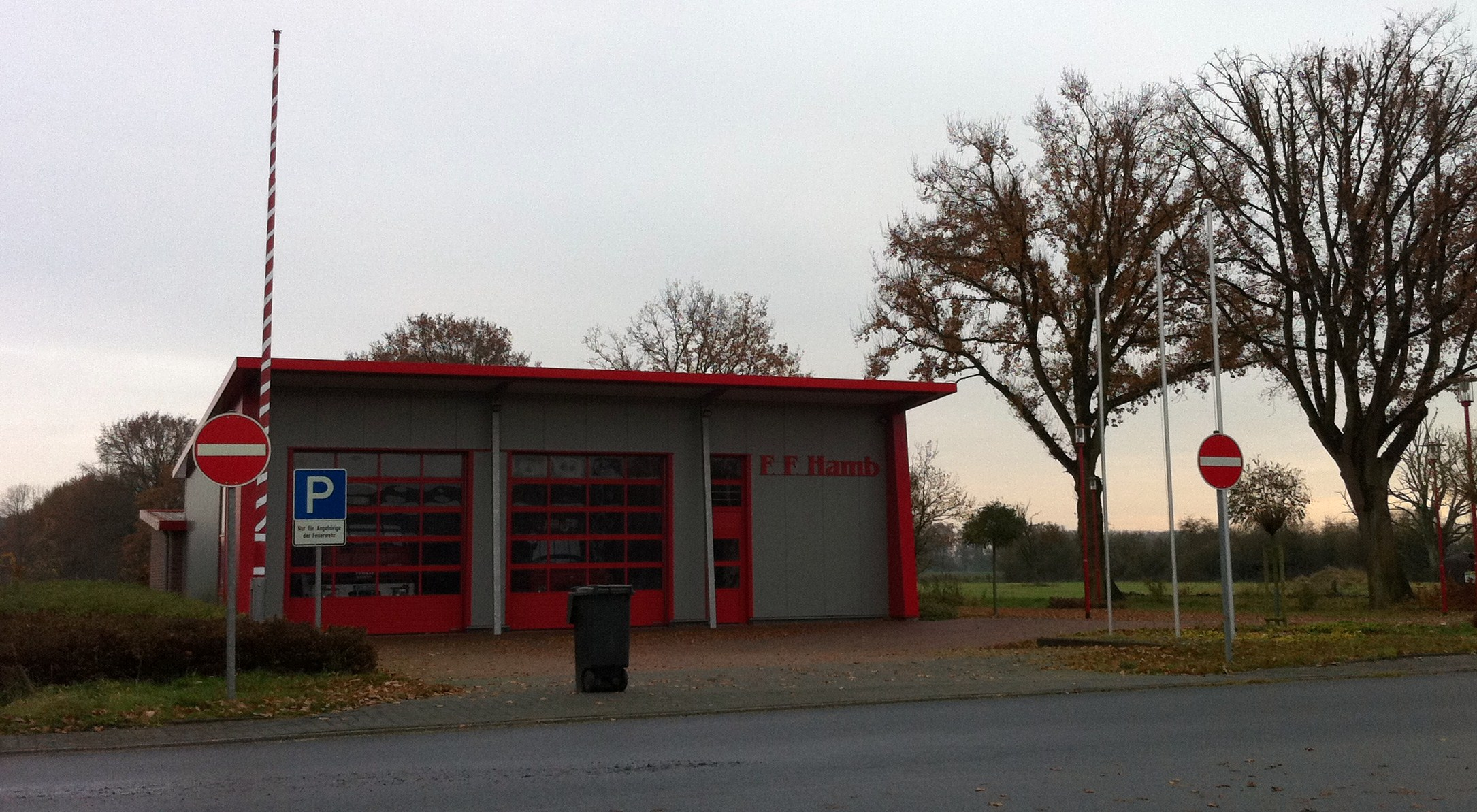
Feuerwehrhaus der Feuerwehr Hamb

## Vereine
In Hamb besteht seit 1924 die St.-Antonius-Schützenbruderschaft.